# Чорна черепаха трикілева
Чорна черепаха трикілева (Melanochelys tricarinata) — вид черепах з роду Чорна черепаха родини Азійські прісноводні черепахи.

## Опис
Загальна довжина карапаксу досягає 16,3 см. Голова середнього розміру. Морда дещо витягнута. Панцир з великими щитками та 3 добре помітними поздовжніми кілями. Пластрон довгий. У старих самиць гіпопластрон приєднаний до карапаксу тільки зв'язками, що допомагає краще відкладати яйця. Кігті довгі.
Голова, кінцівки, хвіст червоно—коричневі або чорні. На голові з обох сторін присутні вузькі червоні, іноді жовті або жовтогарячі, смуги, що тягнуться від ніздрів через орбіту очей і тимпанічний щиток до шиї. Старі особини втрачають смужки на голові. Інші 2 смуги такого ж кольору йдуть від кута рота. Забарвлення карапаксу червонувато—коричневе або чорне. Кілі яскраво—жовті або коричневі. Пластрон жовто—помаранчевий, без плям. На кінцівках можуть бути жовті плями.

## Спосіб життя
Веде повністю сухопутний спосіб життя у лісах. Активна вночі, проводячи денний час у листі, ямах, під корчами і поваленими деревами. Харчується рибою, овочами, фруктами, безхребетними.
Відкладання яєць відбувається в грудні. У кладці 1—3 яйця розміром 44,4×25,4 мм.

## Розповсюдження
Мешкає у Непалі, північно—східній Індії, Бангладеш.